# کوین اشمیت
کوین اشمیت (انگلیسی: Kevin Schmidt؛ زادهٔ ۱۶ اوت ۱۹۸۸) یک هنرپیشه، و تهیه‌کننده اهل ایالات متحده آمریکا است. وی از سال ۲۰۰۰ میلادی تاکنون مشغول فعالیت بوده‌است.

## گزیده فیلمشناسی
از فیلم‌ها یا برنامه‌های تلویزیونی که وی در آن نقش داشته‌است می‌توان به آثار زیر اشاره کرد.
- دوجینش ارزان‌تر است (فیلم ۲۰۰۳) (۲۰۰۳)
- اثر پروانه‌ای (فیلم) (۲۰۰۴)
- بچه را بگیر (۲۰۰۴)
- دوجینش ارزان‌تر است ۲ (۲۰۰۵)
- آلوین و سمورچه‌ها: اسکوئیکل (۲۰۰۹)
- برنامه حفاظت از پرنسس (۲۰۰۹)
- مانک (۲۰۰۵)
- سی‌اس‌آی: نیویورک (۲۰۰۸)
- استخوان‌ها (مجموعه تلویزیونی) (۲۰۱۲)
- عشق (مجموعه تلویزیونی) (۲۰۱۷)